# Buffonellaria christinelloides
Buffonellaria christinelloides är en mossdjursart som beskrevs av Gordon 1984. Buffonellaria christinelloides ingår i släktet Buffonellaria och familjen Celleporidae. Inga underarter finns listade i Catalogue of Life.